# Thelypteris montana
Thelypteris montana är en kärrbräkenväxtart som beskrevs av Salino. Thelypteris montana ingår i släktet Thelypteris och familjen Thelypteridaceae. Inga underarter finns listade.